# 金坑乡 (邵武市)
金坑乡是中国福建省南平市邵武市下辖的一个乡。

## 行政区划
金坑乡共辖8个行政村，分别是：
下黄街村、湖溪村、重下村、金坑村、大常村、下堡村、隘上村、山隔村。